# Zanussi Ping-O-Tronic
Das Ping-O-Tronic (stilisiert als ping • o • tronic, auch Sèleco Ping-O-Tronic genannt) ist eine stationäre Spielkonsole, welche vom italienischen Haushaltswarenhersteller Zanussi hergestellt und gegen Ende 1974 unter Zanussis Handelsmarke Sèleco ausschließlich in Italien veröffentlicht und bis 1977 produziert wurde. Das System war vor allem im Jahr 1975 sehr erfolgreich.
Es ist die erste italienische Spielkonsole, ausgenommen von Importen und Klonen der Magnavox Odyssey. Nachfolger des Systems ist das Play-O-Tronic.

## Überblick
Das Zanussi Ping-O-Tronic ist in einem orange-weißen Gehäuse untergebracht, an dem auch die beiden Paddles befestigt sind. Die drei in der Konsole vorinstallierten Spiele, welche sich alle sehr ähneln, werden von drei 7400-Chips von Texas Instruments generiert. Die Spiele wurden Pong, Squash/Solo und Automatic/Attract genannt. Einzigartig ist das letzte der drei Spiele, da bei diesem die beiden Schläger über die komplette Spielfeldhöhe reichen und der Ball so ohne den Eingriff eines Spielers unendlich lange hin- und herfliegt. Es wurde deshalb oft auf Verkaufsflächen verwendet, um die Konsole zu demonstrieren. Es gibt mehrere Revisionen der Konsole, die mit den Modellbezeichnungen PP-2 bis PP-10 gekennzeichnet sind. Die verschiedenen Versionen unterscheiden sich nur geringfügig voneinander, allerdings kam ab dem Modell PP-5 ein Slot hinzu, an welchem ein optisches Gewehr namens Gun-O-Tronic (stilisiert als gun • o • tronic) angeschlossen werden kann, um ein Zielspiel zu spielen. Die einzigen Konsolen dieser Zeit, die ebenfalls über dieses Feature verfügen, sind die Magnavox Odyssey und das Philips Tele-Spiel ES 2201, wobei letzteres erst ein Jahr nach dem Ping-O-Tronic erschienen ist. Das Ping-O-Tronic verfügt über ein eingebautes Netzteil für 220 Volt Eingangsspannung, das Bild wird mit einer Frequenz von 50 Hz ausgegeben. Der Sound wurde über den Monitor ausgegeben. Das Zanussi Ping-O-Tronic wurde bis 1983 verkauft.

## Play-O-Tronic

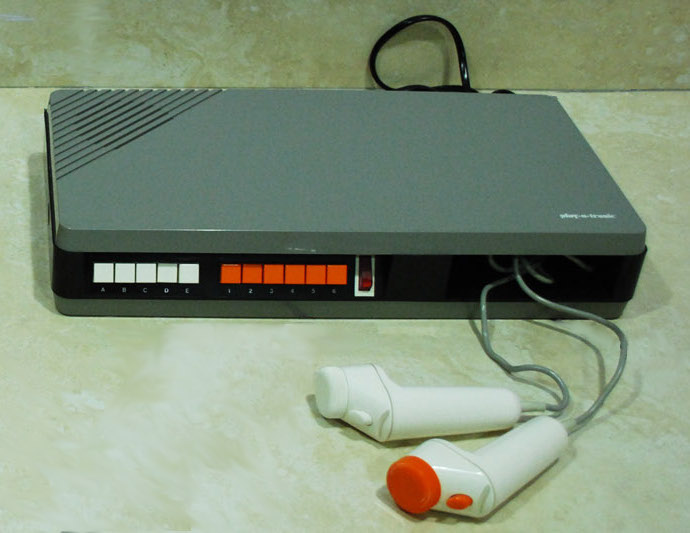
Zanussi Play-O-Tronic

1977 produzierte und veröffentlichte Zanussi ein weiteres Modell einer Pong-artigen Konsole namens Play-O-Tronic (stilisiert als play • o • tronic, auch Sèleco Play-O-Tronic oder nur Play-O-Tronic genannt), das bis 1980 hergestellt wurde. Im Gegensatz zum Ping-O-Tronic, das aus mehreren einzelnen Komponenten aufgebaut ist, ist das Play-O-Tronic aus nur einem einzigen AY-3-8500-Chip aufgebaut. Das System ist in der Lage, sechs verschiedene Spiele abzuspielen, in dem man eine der sechs orangen Tasten betätigt. Die Spiele wurden Fucile 1, Fucile 2, Tennis, Football, Pelota a 1 und Pelota a 2 genannt. Außerdem ist das Gehäuse des Systems nun grau-schwarz statt orange-weiß. Die Konsole wurde auch in Deutschland von dem deutschen Versandhaus Quelle unter dem Namen Universum TV Multi-Spiel (stilisiert als UNIVERSUM TV Multi-Spiel) vertrieben. Das TV Multi-Spiel hatte ebenfalls ein integriertes Netzteil. Zanussi erhielt am 21. April 1975 die Lizenzzustimmung zum Verkauf dieser Konsole unter dem Namen Play-O-Tronic von Sanders Associates.

## Verkaufszahlen
Zanussi selbst gab an, vom 1. Oktober 1977 bis zum 31. Dezember 1977, also in drei Monaten, 21.514 Einheiten des Play-O-Tronic für insgesamt 620.408.000 Italienische Lira verkauft zu haben, wovon 5,5 % (34.122.440 Lira) auf Sanders Associates entfielen. Bei der Berechnung und Berücksichtigung von Vertriebsmargen kann davon ausgegangen werden, dass jede Konsole zwischen 70.000 und 130.000 Lira gekostet hat.
Bis ins Jahr 1983 wurden Ping-O-Tronic und Play-O-Tronic rund eine Million Mal verkauft.